# Тейлорія тонка
{{#ifeq:0|0|{{#if:Tayloria tenuis|{{#if:|[[]}}|[[]]}}}}
Тейлорія тонка (Tayloria tenuis) — вид мохів порядку парасольчикальних (Splachnales).

## Поширення
Батьківщиною є Європа, Північна Америка.